# 音乐语义
音乐语义是指通过音乐传达语义的能力。语义学是语言的一个关键部分；而音乐是否具有类似的促发、传达意义的能力在最近常常被研究。 

## 引用文献
1. ↑  Koelsch, S;  et al. . Nature Neuroscience. 2004. doi:10.1038/nn1197.